# أديلفوبويا

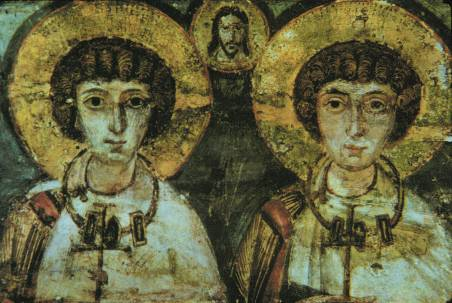
سركيس وباخوس: حيث تعهدوا بالولاء لبعضها البعض كصديقين وكأخوة.

أديلفوبويا أو أديلفوبييسيس (باليونانيّة: ἀδελφοποίησις) والتي تعني حرفيًا صنع شقيق هو تقليد كان يُمارس تاريخيًا في بعض التقاليد المسيحية لشخصين من نفس الجنس لا علاقة بينهم بالولادة تعهدوا بالولاء لبعضها البعض كصديقين وكأخوة. وهو طقس يُعرف باسم الأخوة الروحية، حيث تعتبر الصداقة والوفاء من القيم والمِثل التي كانت تدعو لها الكنيسة.
كانت تمارس طقوس الأخوة في الدم أو الأخوة الروحيين في الثقافات الأخرى، بما في ذلك الهنود الحمر، والصين القديمة، وكذلك الشعوب الجرمانية والإسكندنافية.
مثل هذه الاحتفالات يمكن العثور عليها في تاريخ الكنيسة الكاثوليكية حتى القرن الرابع عشر وفي الكنيسة الأرثوذكسية الشرقية حتى القرن الثامن عشر. ولقد وُثقت في المخطوطات البيزنطية من القرن التاسع إلى القرن الخامس عشر، صلاة خاصة بالمشاركين في ""الأخوة الروحية" وتحتوي هذه المخطوطات إلى إشارة إلى القديسين سركيس وباخوس حيث تشير الكتابات التاريخية إلى الصداقة قويّة بينهما.
في أواخر القرن العشرين، إقترح وربط بعض المؤرخين أمثال بوزويل هذا التقليد بالمثلية الجنسية، غير أن هذا الاقتراح قوبل بالرفض من قبل العديد من المؤرخين غير المسيحيين حتى أمثال ديفيد بريتون وروبن يونغ دارلينج وبرنت شو دال.